# Anton Yakovlev
Pour les articles homonymes, voir Iakovlev.
Ne doit pas être confondu avec Anton Your’evitch Yakovlev, acteur et metteur en scène de théâtre vivant en Russie (en russe, Яковлев, Антон Юрьевич (ru)),.
Anton L’vovitch Yakovlev (en russe : Антон Львович Яковлев) est un acteur russe né le 8 décembre 1967 à Saint-Pétersbourg,. Il a été élève de l’Académie de ballet Vaganova et de l'Institut de théâtre de Léningrad et a travaillé au Maly Drama Théâtre de Saint-Pétersbourg. En 1991, il est invité à travailler au théâtre du Châtelet à Paris.

## Filmographie
Sauf indication contraire, les informations mentionnées dans cette section peuvent être confirmées par la base de données cinématographiques IMDb,  présente dans la section « Liens externes ».

### Cinéma
- 1999 : Les Migrations de Vladimir de Milka Assaf : le premier Ingouche
- 2000 : Stand-by de Roch Stéphanik : le Russe en garde à vue
- 2005 : De battre mon cœur s'est arrêté de Jacques Audiard : Minskov
- 2006 : L'Entente cordiale de Vincent de Brus : Niels
- 2006 : Indigènes de Rachid Bouchareb
- 2006 : Cabaret Paradis de Shirley & Dino : le mafieux russe
- 2006 : Les Brigades du Tigre de Jérôme Cornuau : le secrétaire du prince
- 2007 : 99 Francs de Jan Kounen : le salaud no 4
- 2008 : La Fille de Monaco d'Anne Fontaine : l'homme slave
- 2008 : Le Silence de Lorna des Frères Dardenne : Andreï
- 2008 : 8th Wonderland de Nicolas Alberny et Jean Mach : le président russe
- 2008 : Les Randonneurs à Saint-Tropez de Philippe Harel : le Russe du Panabeach
- 2009 : Le Concert de Radu Mihaileanu : le technicien de la TV russe 2
- 2009 : L'Affaire Farewell de Christian Carion : l'agent de sécurité du KGB
- 2009 : Lignes de front de Jean-Christophe Klotz
- 2009 : Coco Chanel et Igor Stravinsky de Jan Kounen : Anton
- 2009 : Black de Pierre Lafargue : Ouliakov
- 2009 : Le Premier Cercle de Laurent Tuel : le conducteur de la Ferrari
- 2011 : Un baiser papillon de Karine Silla Pérez : le souteneur
- 2014 : Colt 45 de Fabrice Du Welz : Carmini
- 2014 : Taken 3 de Olivier Megaton : Garde de sécurité
- 2016 : Dans les forêts de Sibérie de Safy Nebbou : le médecin

### Télévision
- 2006 : Sartre, l'âge des passions de Claude Goretta : Écrivain russe no 1
- 2006 : L'État de Grace, épisode Combattre : Reporter russe
- 2006 : Le Porte-bonheur de Laurent Dussaux : Portier restaurant russe
- 2007 : Avocats et Associés, épisode Frozen Margarita : Stan Bronislavitch
- 2007 : Monsieur Max de Gabriel Aghion :  Aloïs Brunner
- 2008 : Duval et Moretti, épisode  Carton rouge : Kevin Forlot
- 2008 : R.I.S Police scientifique, épisode Lumière morte : Théodore Gorky
- 2009 : Un village français, épisode  Le coup de grâce : Lieutenant Frank
- 2009 : PJ, épisode Contrôle parental : Mishka
- 2009 : Dossier Hitler 462 A de Jean-Charles Deniau
- 2009 : Le Repenti d’Olivier Guignard : Alexander Vandernev
- 2009 : L'Île aux cannibales de Cédric Condom : Dimitri Zepkov
- 2010 : Les Bleus, premiers pas dans la police, épisodes Corps étrangers et La tentation d'Alex : Askan
- 2010 et 2012 : Engrenages : Andreï Ousmanov
- 2011 : Les Edelweiss, épisode Panique aux Edelweiss : Client russe
- 2011 : Julie Lescaut - saison 20, épisode 5 : Pour solde de tous comptes de Thierry Petit : Truand Petrov
- 2011 : Le jour où tout a basculé, épisode Faux Semblant : le faux plombier
- 2012 : Ainsi soient-ils (série télévisée) : Le Russe
- 2012 : Trafics, épisode L'affaire Zlatko : Zlatko
- 2012 : Alice Nevers: Le juge est une femme, épisode Famille en péril : Dimitri Matesko
- 2012 : Interpol, épisode L'inconnu de Prague : Blazeck
- 2012 : Le jour où tout a basculé, épisode J'ai été séquestrée par mes employeurs  (Abus de Pouvoir) : Ivan Borogova
- 2012 : Les Mains de Roxana de Philippe Setbon : Alexander Blok
- 2013 : Dassault, l'homme au pardessus d’Olivier Guignard : Constantin Rozanoff
- 2014 : Braquo, saison 3 , épisodes 1 et 2 : Grigory Kantaria
- 2015 : Les mystère de l'amour saison 10
- 2017 : Missions (TV series) : Yuri Gagarin
- 2017 : Family business, saison 2 : Vadim
- 2017 : Les Petits Meurtres d'Agatha Christie - saison 2, épisode 17 "L'Homme au complet marron" : Sergueï
- 2019 : The Spy, épisode 6 : Agent de communication Soviétique
- 2020 : Nasdrovia